# 빅 위시
《빅 위시》(스페인어: Dia de Muertos, Salma's Big Wish)은 2019년 공개된 멕시코의 애니메이션 영화이다.